# Брезовиця-на-Бізельськем
Брезовиця-на-Бізельськем (словен. Brezovica na Bizeljskem) — поселення в общині Брежиці, Споднєпосавський регіон, Словенія. Висота над рівнем моря: 181,1 м.